# Heut’ ist der schönste Tag in meinem Leben
Heut’ ist der schönste Tag in meinem Leben ist ein österreichischer Film aus dem Jahr 1936. Unter der Regie von Richard Oswald spielt der Tenor Joseph Schmidt eine Doppelhauptrolle.

## Handlung
Beppo und Tonio Forti sind Zwillingsbrüder und als Waisen aufgewachsen. Jeder von ihnen hat einen anderen Onkel als Vormund, Beppo Onkel Max und Tonio Onkel Paul. Im Alter von 16 Jahren stellt man fest, dass beide Jungs eine sehr schöne Gesangsstimme haben. Onkel Paul, der resolutere der beiden Onkel, bemüht sich daraufhin, seinen Schützling zu protegieren und ihm eine Karriere als Sänger am Varieté zu ermöglichen. Onkel Max, die Sanftmut in Person, greift längst nicht so beherzt durch, und daher bringt es sein Beppo lediglich zum Clown in der von beiden Onkels mehr schlecht als recht betriebenen Schaubude. Zu allem Überfluss verlieben sich die Zwillinge auch noch in ein und dasselbe Mädchen. So kommt es zwangsläufig zum Krach, und man trennt sich.
Als Tonio gerade ein neues Stück probt, verkracht sich sein Mentor Paul mit dem Theaterdirektor. Um diesen unter Druck zu setzen und weil er weiß, dass der Direktor so schnell keinen Ersatz für Tonio finden wird, erklärt er, dass Tonio nicht aufzutreten gedenkt. Doch Onkel Paul mit der großen Klappe hat sich gründlich verrechnet. Der Direktor rechnet trotz des Abgangs der beiden aus dem Theater fest mit Tonios Rückkehr am nächsten Tag und macht sich daher keine großen Sorgen.
Währenddessen haben Max und sein Schützling Beppo von Tonios anstehender Premiere in der Zeitung gelesen. Man besucht daraufhin das Theater und trifft auf den ahnungslosen Direktor. Dieser ist in heller Aufregung, denn das Haus ist ausverkauft und Tonio ist nicht aufgetaucht. Bisher! Beppo erblickend, zerrt der Direktor diesen, im Glauben, es handele sich um Tonio, augenblicklich auf die Bühne. Beppos Sangeskünste retten die Vorstellung. Währenddessen reibt sich Onkel Paul die Hände, da er annehmen muss, dass die Vorstellung ausgefallen ist. Seinem Schützling Tonio jedenfalls hat er den Besuch des Theaters ausdrücklich verboten.
Als er sein Rundfunkgerät einschaltet, ist Onkel Paul bass erstaunt, dass die Vorstellung live übertragen wird. Paul ist wütend, dass Beppo durch diesen Einsatz seinen schönen Plan vermasselt hat. Und so schnappt Paul sich Tonio und eilt ins Theater, ehe die Vorstellung zu Ende ist. Schließlich kommt es zur großen Versöhnung der Zwillingsbrüder auf der Bühne, und beide singen gemeinsam vor dem Publikum.

## Produktionsnotizen
Gedreht wurde diese Exilantenproduktion 1935 in Wien. Die Uraufführung des Films erfolgte am 22. Mai 1936, ebenfalls in der österreichischen Hauptstadt. Aufgrund der zahlreichen jüdischen Beteiligten an diesem Film wurde die Aufführung von Heut’ ist der schönste Tag in meinem Leben im nationalsozialistischen Deutschen Reich untersagt.
Einige prominente Persönlichkeiten, die an diesem Film mitwirkten, mussten aus Hitlers Deutschland fliehen, darunter die bis 1933 überaus beliebten jüdischen Filmkomiker Felix Bressart und Otto Wallburg.
Die Filmbauten stammen von Artur Berger, die Musiktexte von Ernst Neubach. Für den Ton sorgte Herbert Janeczka. Oswalds zur Drehzeit 16-jähriger Sohn Gerd assistierte seinem Vater.
Gespielt wurden die Musiktitel „Es wird im Leben dir mehr genommen als gegeben“ und „Heut’ ist der schönste Tag in meinem Leben“.
Sowohl für Schmidt als auch für Oswald war Heut’ ist der schönste Tag in meinem Leben der letzte deutschsprachige Film.

## Kritiken
In der Neuen Freien Presse ist in der Ausgabe vom 28. Mai 1936 folgendes zu lesen: "Die meist auf die Inspiration des Augenblicks sich verlassende Regie Richard Oswalds schwelgt in breit ausgesponnenen Praterschilderungen und huldigt auch sonst sehr einem behaglichen "Ausspielen". Die Längen, die dadurch entstehen, könnten noch immer durch einige dramaturgisch durchdachte Schnitte vermieden werden. Die im Allgemeinen außerordentlich routinierte Handfertigkeit Oswalds vermeidet indes erstaunlicherweise doch nicht manchen sogar gröblichen Fehler. [...] Von den Darstellern dieses Films bedeutet Felix Bressart eine Ueberraschung. Dieser als Komiker geeichte Schauspieler weiß in der ernsten Rolle einer rührend gütigen und hilflosen, vom Leben gewissermaßen zerknitterten Figur förmlich zu erschüttern."
Kay Weniger nannte den Film eine „melancholisch-heitere Wiener Emigrantenproduktion“
In dem Ausstellungskatalog des Film Archivs Austria ‘Kino vor dem KZ. Filmkünstler als NS-Opfer’ heißt es: „Oswalds Idee, Joseph Schmidt in einer Doppelrolle einzusetzen, ist aus dem Gedanken des Sängerfilms genial, kann er doch so den Gesangseinsatz seines Stars verdoppeln. […] Schmidts Filme leben in erster Linie von den Gesangseinlagen ihres Hauptdarstellers, in diesem Film singt er eines seiner wohl schönsten und bekanntesten Lieder: „Es wird im Leben dir mehr genommen als gegeben“ (Komponist: Hans May, Texter: Ernst Neubach). Positiv zu vermerken sind noch Otto Wallburg und Felix Bressart, die für die komödiantische Note des Films verantwortlich zeichnen.“